# Bolitoglossa pygmaea
Bolitoglossa pygmaea is een salamander uit de familie longloze salamanders (Plethodontidae). De soort werd voor het eerst wetenschappelijk beschreven door Federico Bolaños en David Burton Wake in 2009.

## Verspreiding en habitat
De salamander komt voor in delen van Midden-Amerika en leeft endemisch in Panama.
Bolitoglossa pygmaea is een kleine salamander van maximaal 37 mm lang. De soort kenmerkt zich door een gedepigmenteerde huid en sterk gepigmenteerd peritoneum en maag die daardoor zichtbaar zijn door de huid. Bolitoglossa pygmaea komt voor op het Fábrega-massief, een bergplateau rondom de Cerro Fábrega in de Cordillera de Talamanca op het Continental Divide nabij de grens met Costa Rica. Dit gebied ligt boven de 3000 meter hoogte en is begroeid met páramo. Bolitoglossa pygmaea komt op het Fábrega-massief samen voor met de grotere verwante Bolitoglossa robinsoni.